# Arte cinético

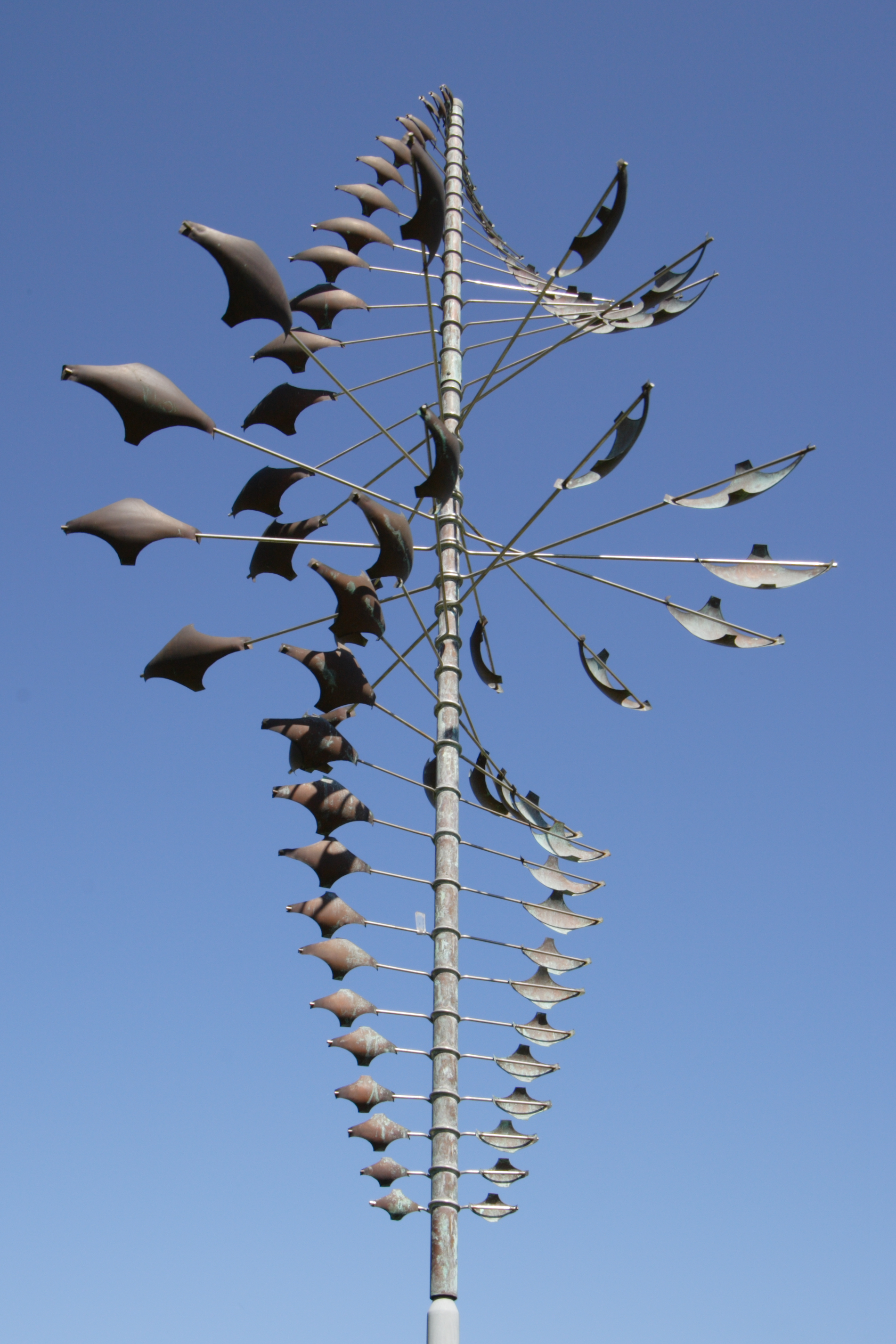
Whirligig, de Lyman Whitaker.

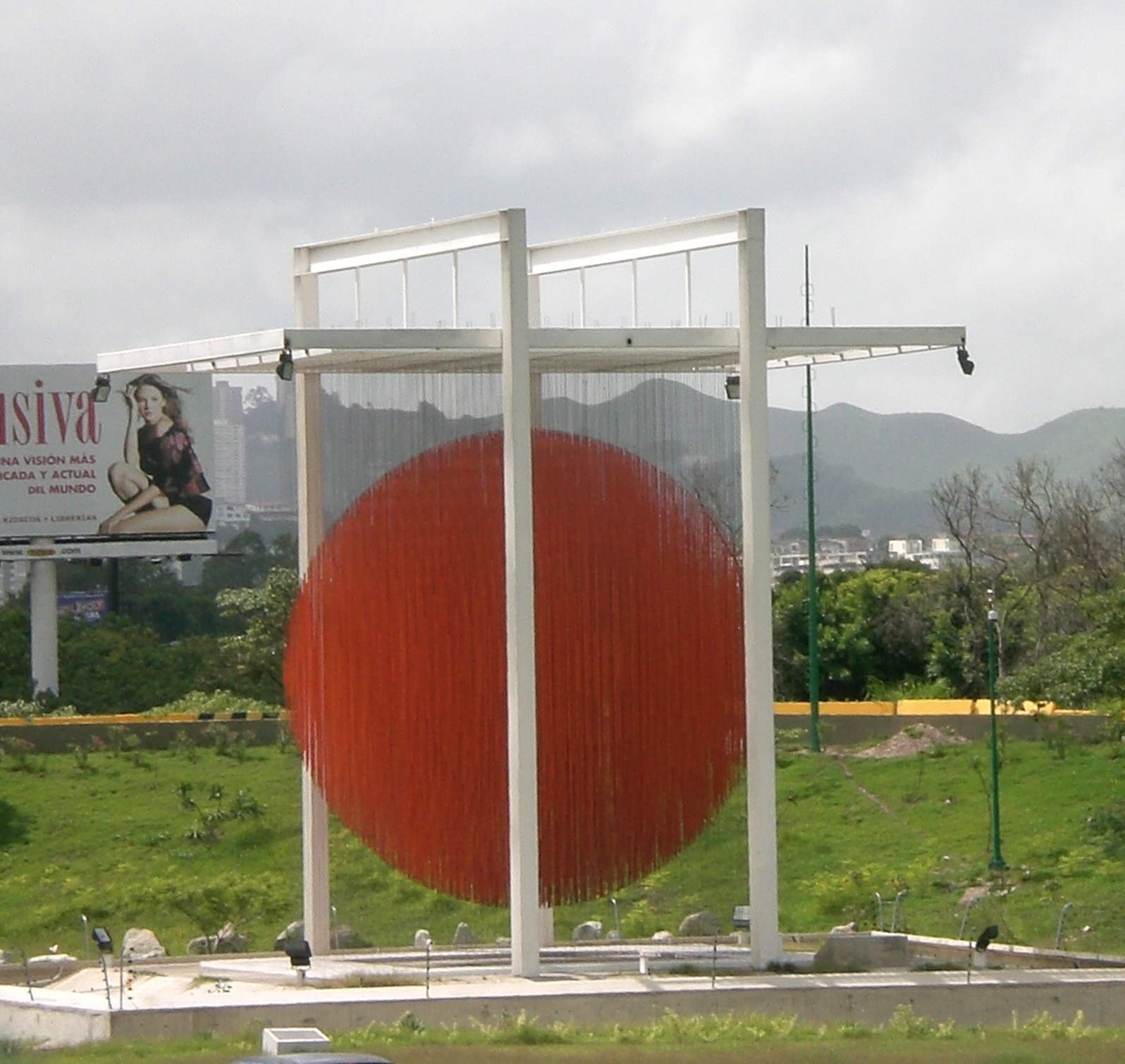
Esfera Caracas (1974, instalada en 1996), de Jesús Soto.

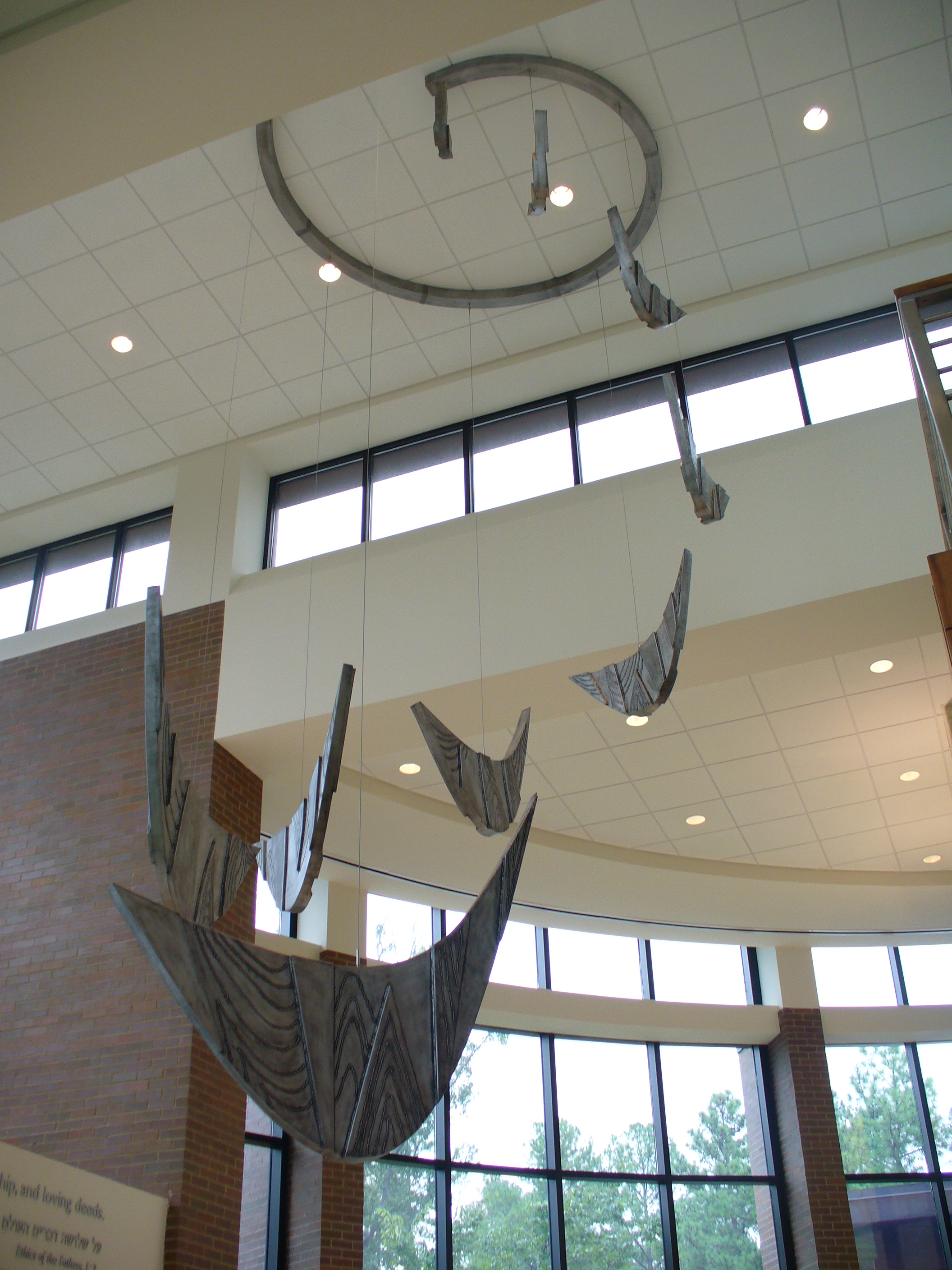
David Ascalon, "Wings to the Heavens", 2008. Arte cinético, aluminum, Memphis, Tennessee, Estados Unidos.

El arte cinético  es una corriente de arte en el que las obras tiene movimiento perceptible por el espectador o que depende del movimiento para su efecto. Los cuadros que amplían la perspectiva del espectador de la obra de arte e incorporan movimiento multidimensional son los  primeros ejemplos de arte cinético. Hablando de forma más pertinente, el arte cinético es un término que hoy en día se refiere más a menudo a las esculturas tridimensionales y a las figuras como móviles que se mueven de forma natural o son operadas por máquinas (ver, por ejemplo, los vídeos de esta página de obras de George Rickey, Uli Aschenborn y Sarnikoff). Las piezas móviles suelen funcionar con viento, un motor o el observador. El arte cinético abarca una amplia variedad de técnicas y estilos que se superponen.
También hay una parte del arte cinético que incluye el movimiento virtual, o más bien el movimiento que se percibe sólo desde ciertos ángulos o secciones de la obra. Este término también choca con frecuencia con el de "movimiento aparente", que mucha gente utiliza para referirse a una obra de arte cuyo movimiento es creado por motores, máquinas o sistemas accionados eléctricamente. Tanto el movimiento aparente como el virtual son estilos de arte cinético que sólo recientemente se han argumentado como estilos de arte óptico. La cantidad de solapamiento entre el arte cinético y el op art no es lo suficientemente significativa como para que los artistas e historiadores del arte consideren la posibilidad de fusionar ambos estilos bajo un mismo término, pero hay distinciones que aún no se han hecho.
El "arte cinético" como apelativo se desarrolló a partir de varias fuentes. El arte cinético tiene sus orígenes en los artistas del impresionista de finales del siglo XIX, como Claude Monet, Edgar Degas y Édouard Manet, que experimentaron originalmente con la acentuación del movimiento de las figuras humanas en el lienzo. Este triunvirato de pintores del impresionista buscaba crear un arte más realista que el de sus contemporáneos. Los retratos de bailarinas y caballos de carreras de Degas son ejemplos de lo que él consideraba "realismo fotográfico (artes)|realismo";. A finales del siglo XIX, artistas como Degas sintieron la necesidad de desafiar el movimiento hacia la fotografía con vívidos y cadenciosos paisajes y retratos.
A principios del siglo XX, algunos artistas se acercaron cada vez más a la adscripción de su arte al movimiento dinámico. Naum Gabo, uno de los dos artistas a los que se atribuye el nombre de este estilo, escribió con frecuencia sobre su obra como ejemplo de "ritmo cinético". Consideraba que su escultura en movimiento Kinetic Construction (también apodada Standing Wave, 1919-20) fue la primera de su tipo en el siglo XX. Desde la década de 1920 hasta la de 1960, el estilo del arte cinético fue remodelado por otros artistas que experimentaron con móviles y nuevas formas de escultura.

## Orígenes y desarrollo temprano
Los avances realizados por los artistas para "levantar las figuras y los escenarios de la página y demostrar de forma innegable que el arte no es rígido" (Calder, 1954) supusieron importantes innovaciones y cambios en el estilo compositivo. Édouard Manet, Edgar Degas y Claude Monet fueron los tres artistas del siglo XIX que iniciaron esos cambios en el Movimiento impresionista. Aunque cada uno de ellos adoptó enfoques únicos para incorporar el movimiento en sus obras, lo hicieron con la intención de ser realistas. En la misma época, Auguste Rodin fue un artista cuyas primeras obras apoyaban el movimiento cinético en desarrollo en el arte. Sin embargo, las críticas posteriores de Auguste Rodin al movimiento cuestionaron indirectamente las habilidades de Manet, Degas y Monet, afirmando que es imposible capturar exactamente un momento en el tiempo y darle la vitalidad que se ve en la vida real.

### Édouard Manet

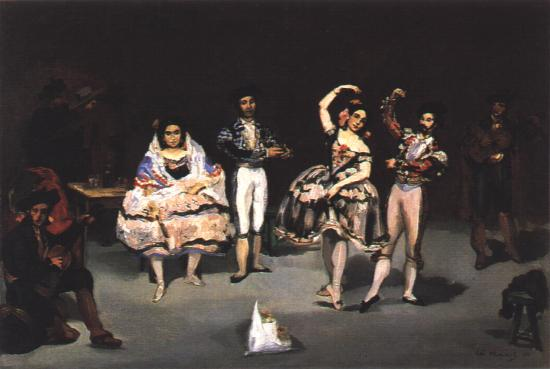
Édouard Manet, Le Ballet Espagnol (1862)

Es casi imposible adscribir la obra de Manet a una época o estilo artístico concreto. Una de sus obras que está realmente al borde de un nuevo estilo es Le Ballet Espagnol (1862). Los contornos de las figuras coinciden con sus gestos como forma de sugerir profundidad en relación con los demás y con el escenario. Manet también acentúa la falta de equilibrio en esta obra para proyectar al espectador que está al borde de un momento que está a segundos de pasar. El sentido borroso y nebuloso del color y de la sombra en esta obra también sitúa al espectador en un momento fugaz.
En 1863, Manet amplió su estudio del movimiento en lienzos planos con Le déjeuner sur l'herbe. La luz, el color y la composición son los mismos, pero añade una nueva estructura a las figuras del fondo. La mujer que se inclina en el fondo no está completamente escalada, como si estuviera lejos de las figuras del primer plano. La falta de espacio es el método de Manet para crear un movimiento instantáneo y casi invasivo, similar a su desenfoque de los objetos del primer plano en Le Ballet Espagnol.

### Edgar Degas

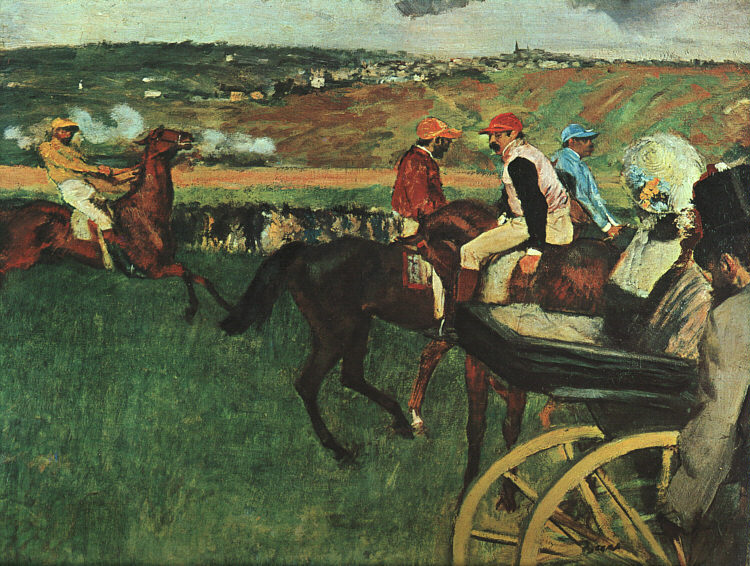
Le Champ de courses (1877-1880), óleo sobre lienzo, de Edgar Degas, Musée d'Orsay, París

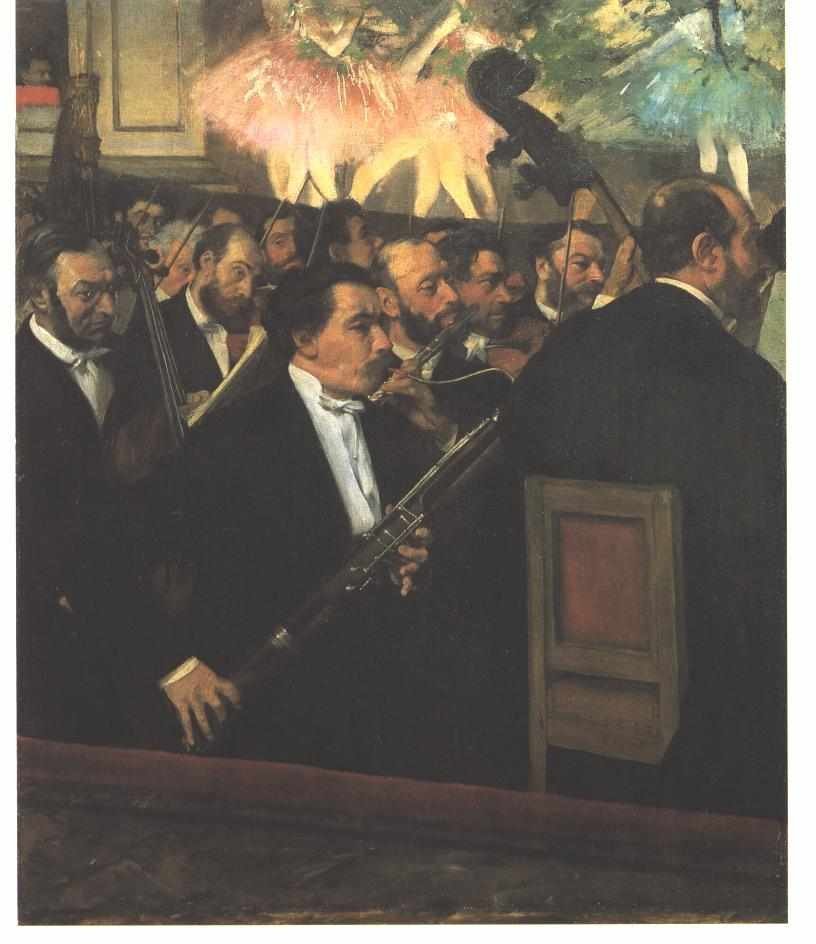
Edgar Degas, L'Orchestre de L'Opera (1868).

Se cree que Edgar Degas es la prolongación intelectual de Manet, pero más radical para la comunidad impresionista. Los temas de Degas son el epítome de la época impresionista; encuentra gran inspiración en las imágenes de bailarinas de ballet y carreras de caballos. Sus "temas modernos" nunca ocultaron su objetivo de crear arte en movimiento. En su obra de 1860 Jeunes Spartiates s'exerçant à la lutte, capitaliza los clásicos desnudos impresionistas pero amplía el concepto general. Los coloca en un paisaje plano y les da gestos dramáticos, y para él esto apuntaba a un nuevo tema de "juventud en movimiento".
Una de sus obras más revolucionarias, L'Orchestre de l'Opéra (1868) interpreta formas de movimiento definidas y las dota de movimiento multidimensional más allá de la planitud del lienzo. Coloca la orquesta directamente en el espacio del espectador, mientras que las bailarinas llenan completamente el fondo. Degas alude al estilo impresionista de combinar el movimiento, pero casi lo redefine de una manera poco frecuente a finales del siglo XIX. En la década de 1870, Degas continúa esta tendencia a través de su amor por las carreras de caballos en movimiento en obras como Voiture aux Courses (1872).
No fue hasta 1884 con Chevaux de Course cuando su intento de crear un arte dinámico dio sus frutos. Esta obra forma parte de una serie de carreras de caballos y partidos de polo en la que las figuras están bien integradas en el paisaje. Los caballos y sus propietarios son representados como si estuvieran atrapados en un momento de intensa deliberación, y luego se alejan trotando despreocupadamente en otros cuadros. Los impresionistas y la comunidad artística en general quedaron muy impresionados con esta serie, pero también se escandalizaron cuando se dieron cuenta de que se basaba en fotografías reales. Degas no se inmutó por las críticas a su integración de la fotografía, y de hecho inspiró a Monet a basarse en una tecnología similar.

### Claude Monet

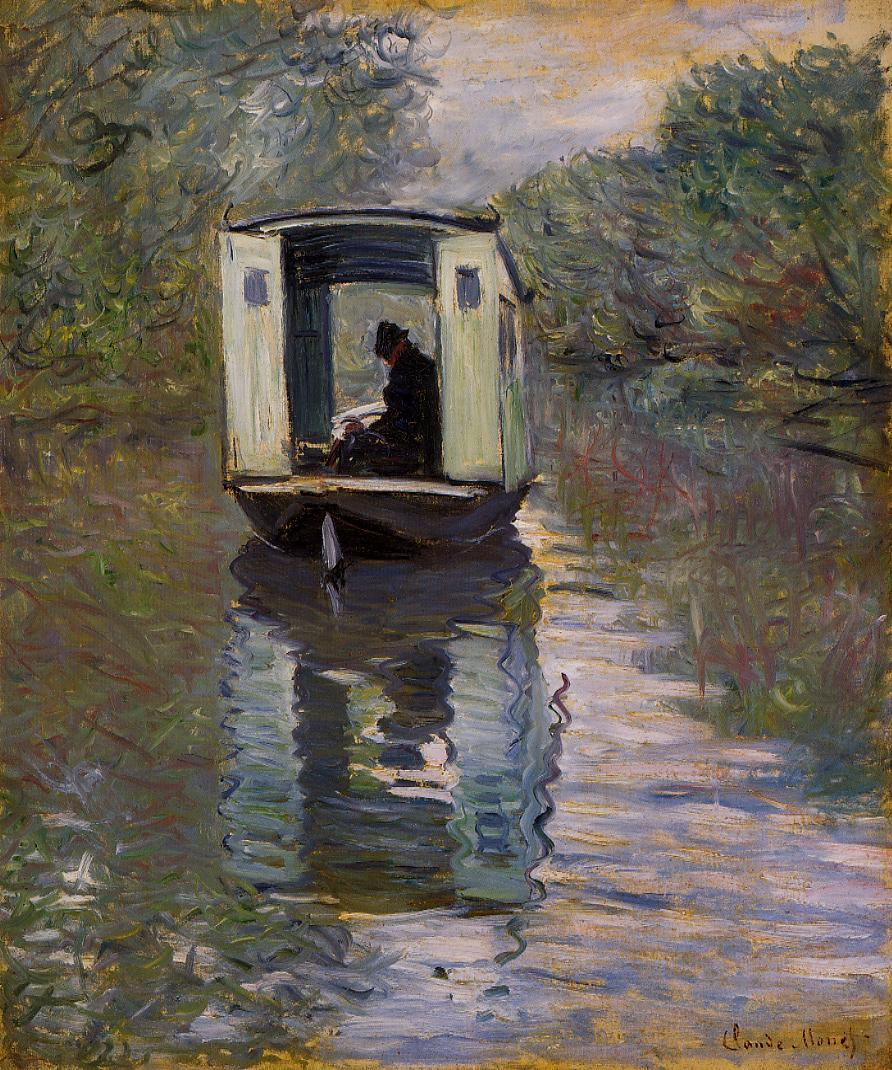
Claude Monet, El barco-estudio (Le Bateau-atelier) (1876)

El estilo de Degas y Monet era muy similar en un aspecto: ambos basaban su interpretación artística en una "impresión retiniana" directa para crear la sensación de variación y movimiento en su arte. Los temas o imágenes que constituían la base de sus cuadros procedían de una visión objetiva del mundo. Al igual que en el caso de Degas, muchos historiadores del arte consideran que ese fue el efecto subconsciente que tuvo la fotografía en ese periodo de tiempo. Sus obras de la década de 1860 reflejaban muchos de los signos de movimiento que son visibles en la obra de Degas y Manet.
Hacia 1875, el toque de Monet se vuelve muy rápido en sus nuevas series, empezando por Le Bâteau-Atelier sur la Seine. El paisaje casi envuelve todo el lienzo y tiene el suficiente movimiento que emana de sus inexactas pinceladas como para que las figuras formen parte del movimiento. Este cuadro, junto con Gare Saint-Lazare (1877-1878), demuestra a muchos historiadores del arte que Monet estaba redefiniendo el estilo de la era impresionista. En un principio, el impresionismo se definía por el aislamiento del color, la luz y el movimiento. A finales de la década de 1870, Monet había sido pionero en un estilo que combinaba los tres elementos, al tiempo que se centraba en los temas populares de la época impresionista. Los artistas solían estar tan impresionados por las tenues pinceladas de Monet que, más que movimiento en sus cuadros, se trataba de una llamativa vibración.

### Auguste Rodin
Auguste Rodin al principio estaba muy impresionado por las "obras vibrantes" de Monet y la singular comprensión de las relaciones espaciales de Degas. Como artista y autor de críticas de arte, Rodin publicó múltiples trabajos apoyando este estilo. Afirmaba que las obras de Monet y Degas creaban la ilusión "de que el arte capta la vida mediante un buen modelado y movimiento". En 1881, cuando Rodin esculpió por primera vez y produjo sus propias obras de arte, rechazó sus nociones anteriores. Esculpir puso a Rodin en un aprieto que, en su opinión, ningún filósofo ni nadie podría resolver jamás; ¿cómo pueden los artistas impartir movimiento y movimientos dramáticos a partir de obras tan sólidas como las esculturas? Después de que se le planteara este enigma, publicó nuevos artículos que no atacaban intencionadamente a hombres como Manet, Monet y Degas, sino que propagaban sus propias teorías de que el impresionismo no consiste en comunicar el movimiento sino en presentarlo de forma estática.

## Surrealismo delsigloXXy arte cinético temprano
El estilo surrealista del siglo XX creó una fácil transición hacia el estilo del arte cinético. Todos los artistas exploraron ahora temas que no habrían sido socialmente aceptables para representar artísticamente. Los artistas fueron más allá de pintar únicamente paisajes o acontecimientos históricos, y sintieron la necesidad de ahondar en lo mundano y lo extremo para interpretar nuevos estilos. Con el apoyo de artistas como Albert Gleizes, otros artistas de vanguardia como Jackson Pollock y Max Bill sintieron que habían encontrado una nueva inspiración para descubrir rarezas que se convirtieron en el foco del arte cinético.

### Albert Gleizes
Gleizes fue considerado el filósofo ideal de las artes de finales del siglo XIX y principios del XX en Europa, y más concretamente en Francia. Sus teorías y tratados de 1912 sobre el cubismo le dieron una reputación reconocida en cualquier discusión artística. Esta reputación es la que le permitió actuar con considerable influencia al apoyar el estilo plástico o el movimiento rítmico del arte en las décadas de 1910 y 1920. Gleizes publicó una teoría sobre el movimiento, que articulaba aún más sus teorías sobre los usos psicológicos y artísticos del movimiento junto con la mentalidad que surge al considerar el movimiento. En sus publicaciones, Gleizes afirmaba repetidamente que la creación humana implica la renuncia total a la sensación externa. Eso es lo que para él hacía que el arte fuera móvil cuando para muchos, incluido Rodin, era rígida e inamovible.
Gleizes fue el primero en insistir en la necesidad del ritmo en el arte. Para él, el ritmo significaba la coincidencia visualmente agradable de las figuras en un espacio bidimensional o tridimensional. Las figuras debían estar espaciadas matemáticamente, o sistemáticamente, de modo que parecieran interactuar unas con otras. Las figuras tampoco deben tener rasgos demasiado definidos. Deben tener formas y composiciones casi confusas, y a partir de ahí el espectador puede creer que las propias figuras se mueven en ese espacio reducido. Quería que las pinturas, las esculturas e incluso las obras planas de los artistas de mediados del siglo XIX mostraran cómo las figuras podían transmitir al espectador que había un gran movimiento contenido en un espacio determinado. Como filósofo, Gleizes también estudió el concepto de movimiento artístico y cómo éste atraía al espectador. Gleizes actualizó sus estudios y publicaciones a lo largo de la década de 1930, justo cuando el arte cinético se estaba popularizando.

### Jackson Pollock
Cuando Jackson Pollock creó muchas de sus famosas obras, Estados Unidos ya estaba a la vanguardia de los movimientos de arte cinético y popular.  Los novedosos estilos y métodos que utilizó para crear sus piezas más famosas le hicieron ganarse el puesto en la década de 1950 como líder indiscutible de los pintores cinéticos, su obra se asoció con la Action painting acuñada por el crítico de arte Harold Rosenberg en la década de 1950.  Pollock tenía un deseo irrefrenable de animar todos los aspectos de sus cuadros.  Pollock se decía a sí mismo en repetidas ocasiones: "Yo estoy en cada cuadro". Utilizaba herramientas que la mayoría de los pintores nunca usarían, como palos, paletas y cuchillos. Consideraba que las formas que creaba eran "objetos bellos y erráticos".
Este estilo evolucionó en su técnica de goteo. Pollock cogía repetidamente cubos de pintura y pinceles y los agitaba hasta que el lienzo quedaba cubierto de líneas garabateadas y trazos irregulares. En la siguiente fase de su obra, Pollock probó su estilo con materiales poco comunes. Pintó su primera obra con pintura de aluminio en 1947, titulada Catedral y a partir de ahí probó sus primeras salpicaduras para destruir la unidad del propio material.  Creía de todo corazón que estaba liberando los materiales y la estructura del arte de sus confinamientos forzados, y así llegó al arte móvil o cinético que siempre existió. 

### Max Bill
Max Bill se convirtió en un discípulo casi completo del movimiento cinético en la década de 1930. Creía que el arte cinético debía ejecutarse desde una perspectiva puramente matemática.  Para él, el uso de los principios y conocimientos matemáticos era una de las pocas formas en que se podía crear un movimiento objetivo. Esta teoría se aplicaba a todas las obras de arte que creaba y a cómo las creaba. El bronce, el mármol, el cobre y el latón fueron cuatro de los materiales que utilizó en sus esculturas. También le gustaba engañar al ojo del espectador cuando se acercaba por primera vez a una de sus esculturas.  En su Construcción con cubo suspendido (1935-1936) creó una escultura móvil que generalmente parece tener una simetría perfecta, pero una vez que el espectador la mira desde un ángulo diferente, hay aspectos de asimetría.

## Móviles y escultura

George Rickey, Cuatro cuadrados en un conjunto cuadrado, 1969, terraza de la New National Gallery, Berlin, Alemania, Rickey es considerado un escultor cinético.

Las esculturas de Max Bill fueron sólo el comienzo del estilo de movimiento que exploró la cinética. Tatlin, Ródchenko y Calder tomaron especialmente las esculturas inmóviles de principios del siglo XX y les dieron la más mínima libertad de movimiento. Estos tres artistas empezaron probando el movimiento imprevisible, y a partir de ahí intentaron controlar el movimiento de sus figuras con mejoras tecnológicas. El término "móvil" proviene de la capacidad de modificar cómo la gravedad y otras condiciones atmosféricas afectan a la obra del artista.
Aunque hay muy poca distinción entre los estilos de móviles en el arte cinético, hay una distinción que se puede hacer. Los móviles ya no se consideran móviles cuando el espectador tiene control sobre su movimiento. Esta es una de las características del movimiento virtual. Cuando la pieza sólo se mueve bajo ciertas circunstancias que no son naturales, o cuando el espectador controla el movimiento aunque sea ligeramente, la figura opera bajo el movimiento virtual.
Los principios del arte cinético también han influido en el arte del mosaico. Por ejemplo, las piezas de mosaico con influencia cinética suelen utilizar distinciones claras entre azulejos brillantes y oscuros, con forma tridimensional, para crear sombras y movimiento aparentes.

### Vladímir Tatlin
El artista ruso y miembro fundador del movimiento ruso constructivismo Vladímir Tatlin es considerado por muchos artistas e historiadores del arte  como la primera persona en completar una escultura móvil.  El término móvil no se acuñó hasta la época de Ródchenko,  pero es muy aplicable a la obra de Tatlin. Su móvil es una serie de relieves suspendidos que sólo necesitan una pared o un pedestal, y que permanecerían suspendidos para siempre. Este primer móvil, Contre-Reliefs Libérés Dans L'espace (1915) se considera una obra incompleta. Se trata de un ritmo, muy parecido al de Pollock, que se basa en el encaje matemático de los planos que crean una obra libremente suspendida en el aire.
El proyecto para el Monumento a la Tercera Internacional o Torre de Tatlin (1919-20), fue un diseño para un edificio monumental de arquitectura cinética que nunca se construyó. Se planeó su construcción en Petrogrado (actualmente San Petersburgo) tras la Revolución bolchevique de 1917, como sede y monumento de la Comintern (la Tercera Internacional).
Tatlin nunca sintió que su arte fuera un objeto o un producto que necesitara un principio o un final claro. Sentía, sobre todo, que su obra era un proceso evolutivo. Muchos artistas con los que entabló amistad consideraban que el móvil estaba realmente completo en 1936, pero él estaba en desacuerdo con vehemencia.

### Aleksandr Ródchenko

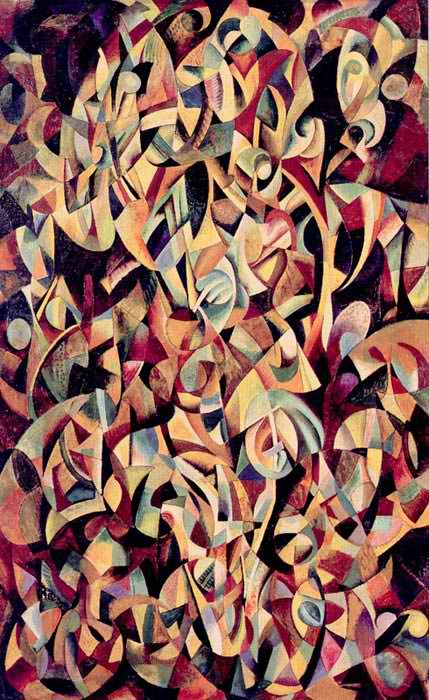
Aleksandr Ródchenko Danza. Una composición sin objetos, 1915.

El artista ruso Aleksandr Ródchenko, amigo y compañero de Tatlin que insistía en que su obra estaba completa, continuó el estudio de los móviles suspendidos y creó lo que él consideraba "no objetivismo". Este estilo era un estudio menos centrado en los móviles que en las pinturas sobre lienzo y los objetos inmóviles. Se centra en la yuxtaposición de objetos de diferentes materiales y texturas como forma de despertar nuevas ideas en la mente del espectador. Al crear una discontinuidad con la obra, el espectador suponía que la figura se movía fuera del lienzo o del soporte al que estaba restringida. Una de sus obras en lienzo, titulada Danza, una composición sin objetos (1915), encarna ese deseo de colocar juntos elementos y formas de diferentes texturas y materiales para crear una imagen que atraiga la atención del espectador.
Sin embargo, en las décadas de 1920 y 1930, Ródchenko encontró la manera de incorporar sus teorías del no objetivismo en el estudio móvil. Su obra de 1920 Construcción colgante es un móvil de madera que cuelga de cualquier techo mediante una cuerda y gira de forma natural. Esta escultura móvil tiene círculos concéntricos que existen en varios planos, pero toda la escultura sólo gira horizontal y verticalmente.

### Alexander Calder

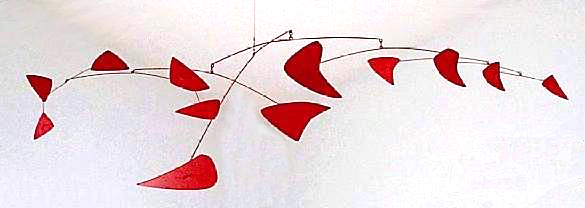
Alexander Calder, Móvil rojo, 1956, Chapa pintada y varillas de metal, una obra emblemática - Museo de Bellas Artes de Montreal.

Alexander Calder es un artista que muchos consideran que ha definido con firmeza y exactitud el estilo de los móviles en el arte cinético. A lo largo de años de estudio de sus obras, muchos críticos afirman que Calder se vio influenciado por una gran variedad de fuentes. Algunos afirman que las campanas de viento chinas eran objetos que se parecían mucho a la forma y la altura de sus primeros móviles. Otros historiadores del arte sostienen que los móviles de la década de 1920 de Man Ray, incluido Shade (1920), tuvieron una influencia directa en el crecimiento del arte de Calder.
Cuando Calder se enteró de estas afirmaciones, amonestó inmediatamente a sus críticos. "Nunca he sido ni seré un producto de nada más que yo mismo. Mi arte es mío, ¿por qué molestarse en afirmar algo sobre mi arte que no es cierto?" Uno de los primeros móviles de Calder, Mobile (1938) fue la obra que "demostró" a muchos historiadores del arte que Man Ray tenía una influencia evidente en el estilo de Calder. Tanto Sombra como Móvil tienen una sola cuerda atada a una pared o a una estructura que la mantiene en el aire. Las dos obras tienen una característica arrugada que vibra cuando el aire la atraviesa.
Independientemente de las obvias similitudes, el estilo de los móviles de Calder creó dos tipos que ahora se consideran el estándar en el arte cinético. Hay móviles-objeto y móviles suspendidos. Los móviles-objeto sobre soportes tienen una amplia gama de formas y tamaños y pueden moverse de cualquier manera. Los móviles suspendidos se hicieron por primera vez con vidrios de colores y pequeños objetos de madera que colgaban de largos hilos. Los móviles de objetos formaban parte del estilo emergente de Calder, que originalmente eran esculturas fijas.
Se puede argumentar, basándose en su forma y postura similares, que los primeros móviles objeto de Calder tienen muy poco que ver con el arte cinético o el arte en movimiento. En la década de 1960, la mayoría de los críticos de arte creían que Calder había perfeccionado el estilo de los móviles de objetos en creaciones como el Móvil de gato (1966). En esta obra, Calder permite que la cabeza y la cola del gato estén sujetas a un movimiento aleatorio, pero su cuerpo está inmóvil. Calder no inició la tendencia de los móviles suspendidos, pero fue el artista que se hizo reconocer por su aparente originalidad en la construcción de móviles.
Uno de sus primeros móviles suspendidos, McCausland Mobile (1933), es diferente de muchos otros móviles contemporáneos simplemente por las formas de los dos objetos. A la mayoría de los artistas de móviles, como Ródchenko y Tatlin, nunca se les habría ocurrido utilizar esas formas porque no parecían maleables ni siquiera remotamente aerodinámicas.
A pesar de que Calder no divulgó la mayoría de los métodos que utilizó al crear sus obras, admitió que utilizó relaciones matemáticas para hacerlas. Sólo dijo que creó un móvil equilibrado utilizando proporciones de variación directa de peso y distancia. Las fórmulas de Calder cambiaban con cada nuevo móvil que hacía, por lo que otros artistas nunca podrían imitar la obra con precisión.

## Escultura cinética
El arte cinético y el arte óptico son corrientes artísticas basadas en la estética del movimiento. Está principalmente representado en el campo de la escultura donde uno de los recursos son los componentes móviles de las obras. Pictóricamente, el arte cinético también se puede basar en las ilusiones ópticas, en la vibración retiniana y en la imposibilidad de nuestro ojo de mirar simultáneamente dos superficies coloreadas, violentamente contrastadas. Op Art. 
Las primeras manifestaciones de arte cinético se dan en los años 1910, en el movimiento futurista y en ciertas obras de Marcel Duchamp. Más adelante Alexander Calder inventó el móvil, un tipo de escultura formada por alambre y pequeñas piezas de metal suspendidas que son movidas ligeramente por el desplazamiento del aire en el ambiente. La expresión arte cinético es adoptada hacia 1954, para designar las obras de arte puestas en movimiento por el viento, los espectadores y/o un mecanismo motorizado. 
El arte cinético fue una corriente muy de moda desde la mitad de los 1960 hasta mediados de los 1970.
Es una tendencia de las pinturas y las esculturas contemporáneas creadas para producir una impresión de movimiento. El nombre tiene su origen en la rama de la mecánica que investiga la relación que existe entre los cuerpos y las fuerzas que sobre ellos actúan. Este término apareció por primera vez en 1920 cuando Naum Gabo en su Manifiesto Realista rechazó “el error heredado ya del arte egipcio, que veía en los ritmos estáticos el único medio de creación plástica” y quiso reemplazarlos por los ritmos cinéticos: “formas esenciales de nuestra percepción del tiempo real”. Utilizó esta expresión coincidiendo con su primera obra cinética, que era una varilla de acero movida por un motor y da valor al término utilizado hasta ese momento en la física mecánica y en la ciencia, pero comienza a utilizarse de forma habitual a partir del año 1955.
Hoy en día se conoce como arte cinético, aquellas obras que causan al espectador movimiento e inestabilidad, gracias a ilusiones ópticas, que cambian de aspecto según el punto desde el que son contempladas o por la luz que reciban (un ejemplo pueden ser los anuncios luminosos). También están incluidos dentro de este movimiento los móviles sin motor y las construcciones tridimensionales con movimiento mecánico.

## Características

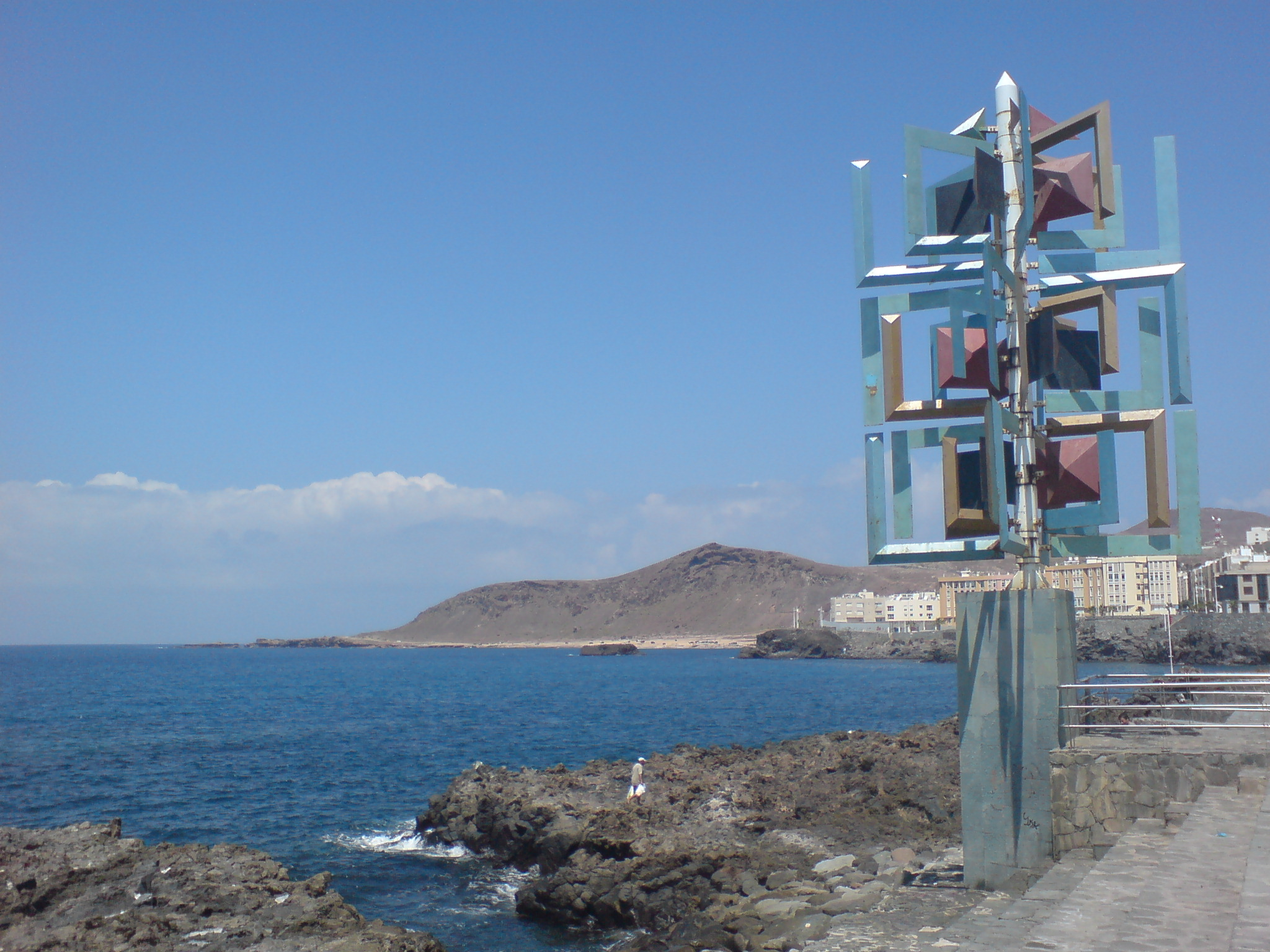
Juguete del Viento de César Manrique.

- El arte cinético se basa en la búsqueda de movimiento, pero en la mayoría de las obras el movimiento es real, no virtual.
- Para realizar la obra el artista se plantea y sigue una estructura rigurosamente planificada.
- La mayoría de las obras cinéticas son tridimensionales, se despegan del plano bidimensional.
- Los recursos para crear movimiento son demasiados, tales como el viento, el agua, motores, luz, electromagnetismo.

## Tipos de arte cinético
Existen diferentes tipos de obras cinéticas de acuerdo con la manera que produzca sensación de movimiento
- Los estables: Son aquellas obras cuyos elementos son fijos, dispuestos de tal manera que el espectador deba rodearlos para percibir el movimiento.

- Los móviles: Son obras que producen un movimiento real debido a diferentes causas, cambiando su estructura constantemente.

- Los penetrables: Generalmente es un ensamblaje en un espacio real que requiere que el espectador entre en ella para poder percibirla a medida que la recorre.

## Galería

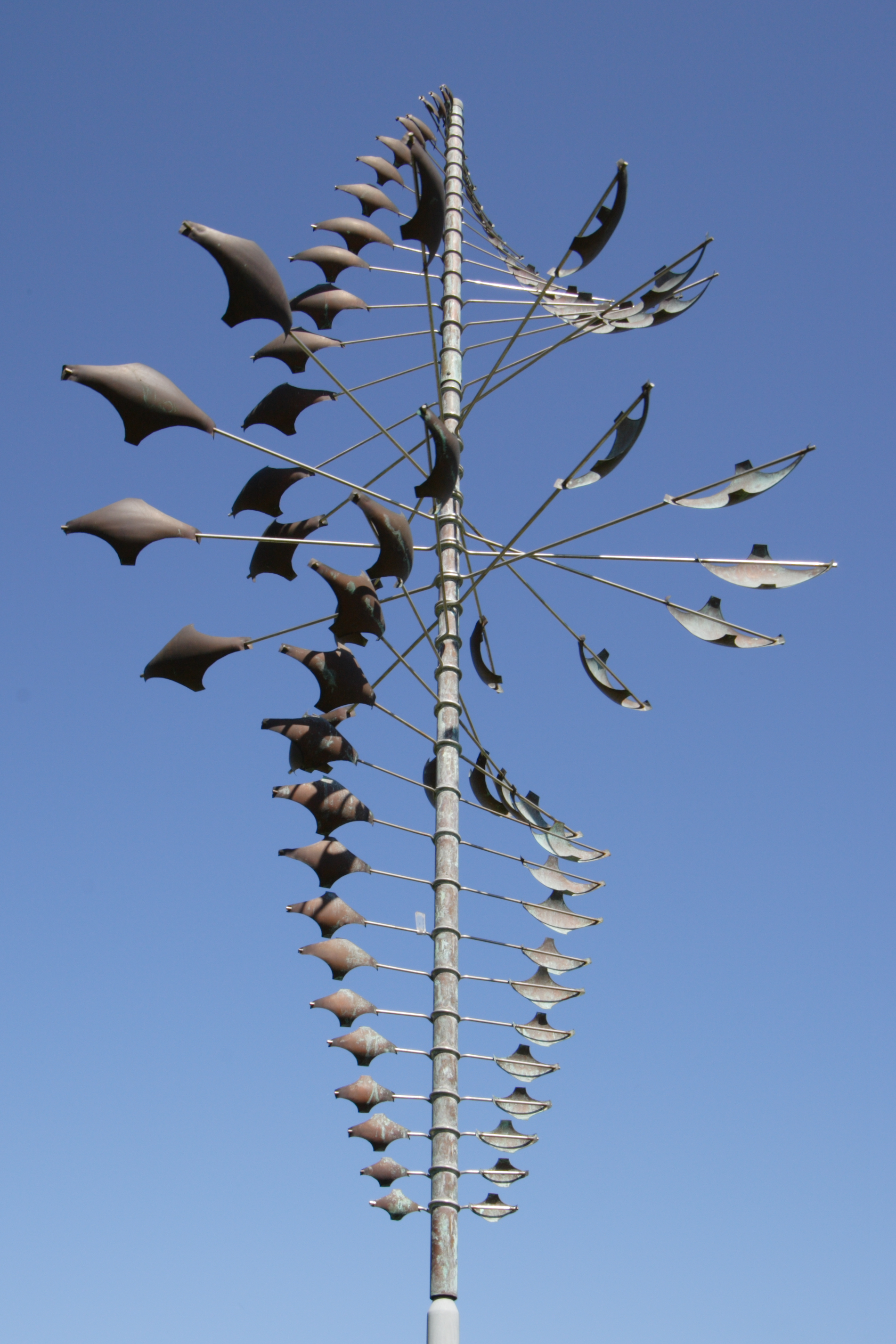
Lyman Whitaker, The Twister Star Huge, una escultura rotatoria
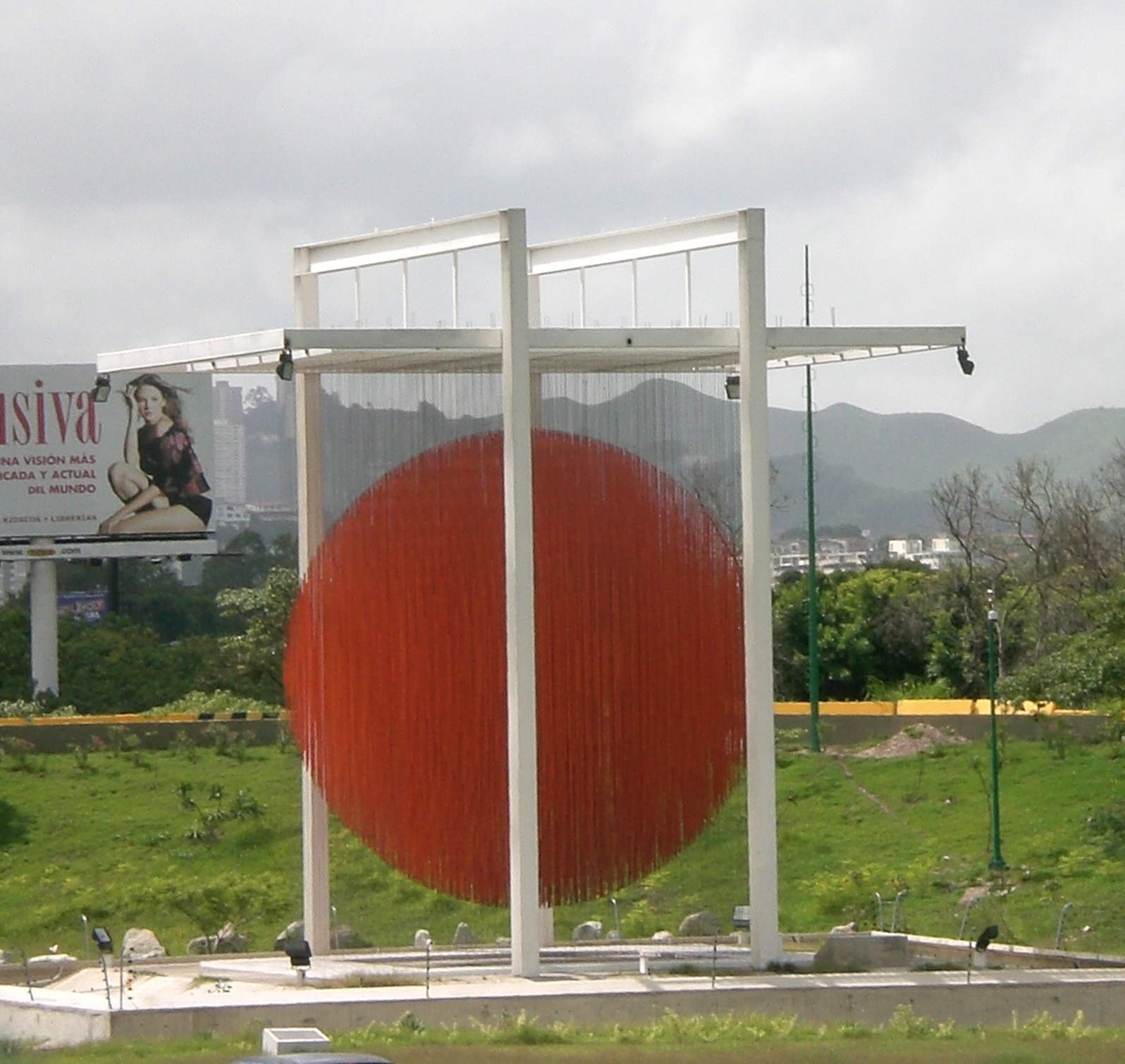
Jesús Rafael Soto, La Esfera, Caracas, Venezuela
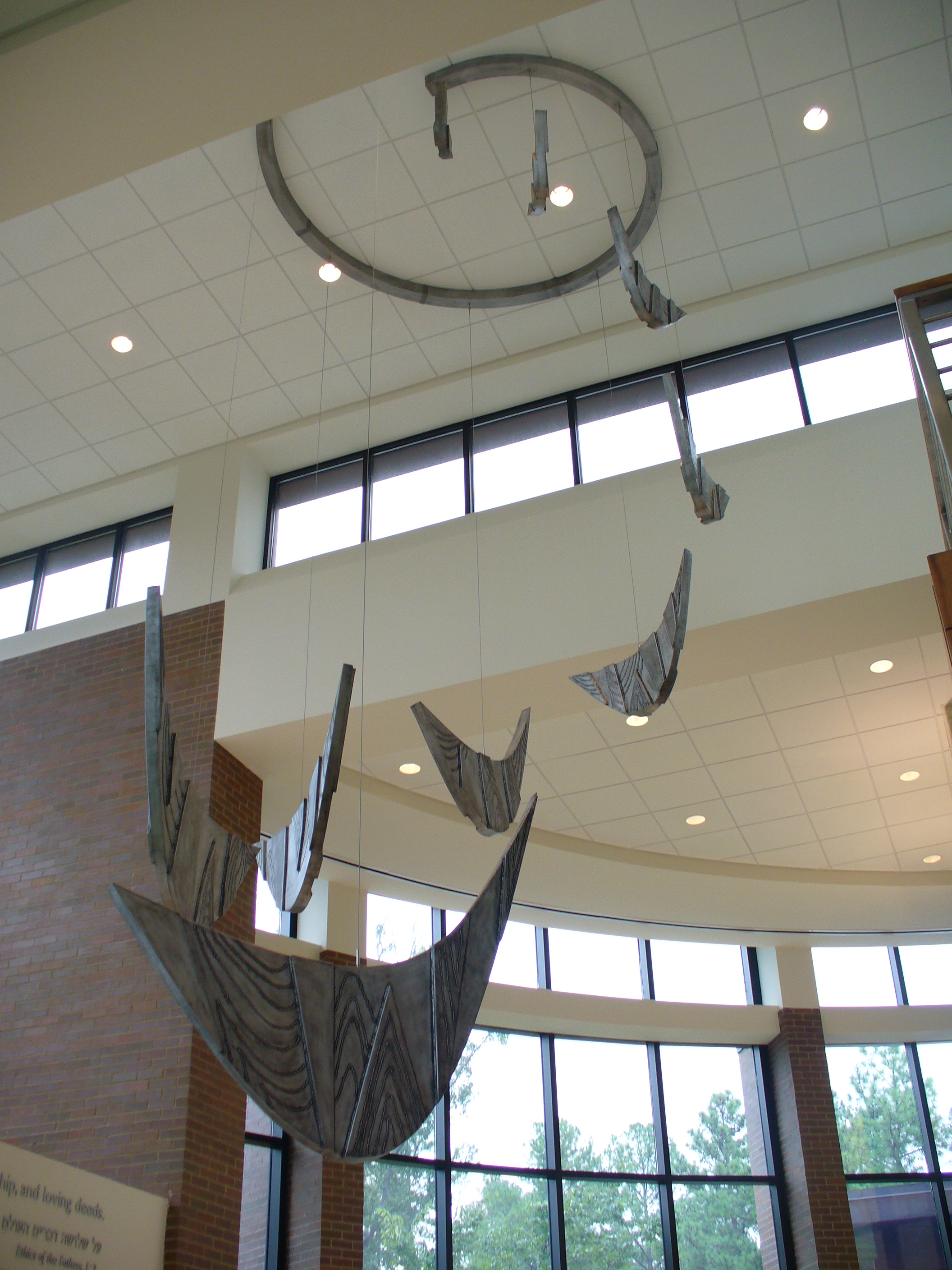
David Ascalon, Wings to the Heavens, 2008. Fabricada en aluminio y cable de acero inoxidable, Temple Israel (Memphis), Tennessee.
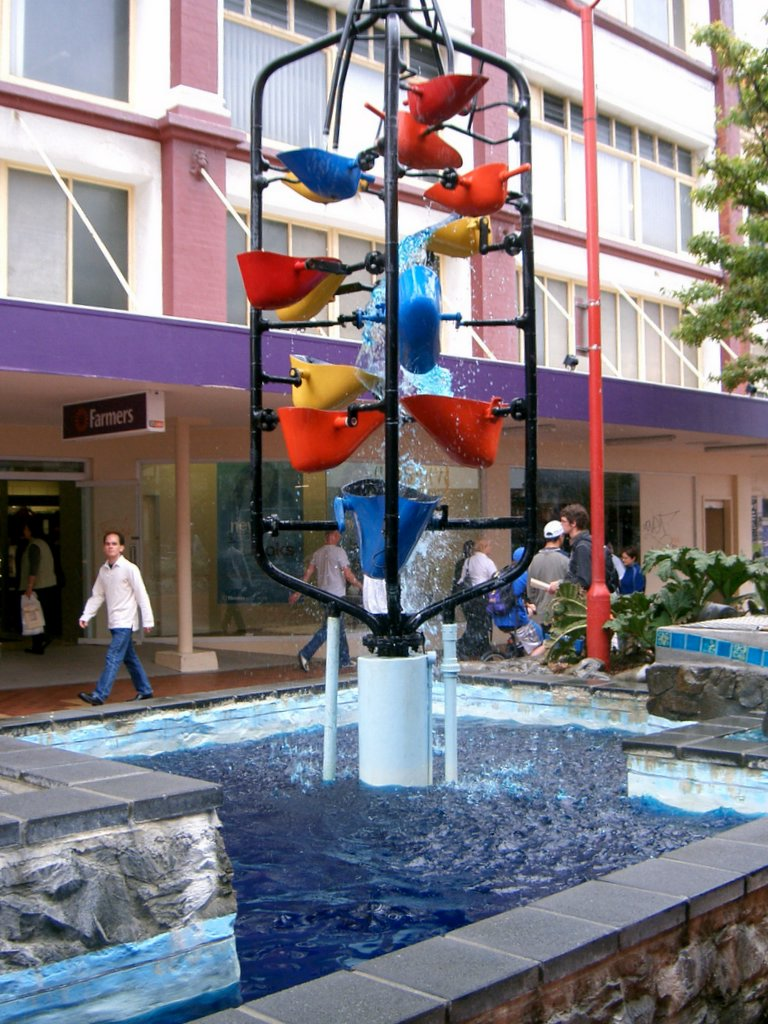
The Bucket Fountain, Wellington, Nueva Zelanda
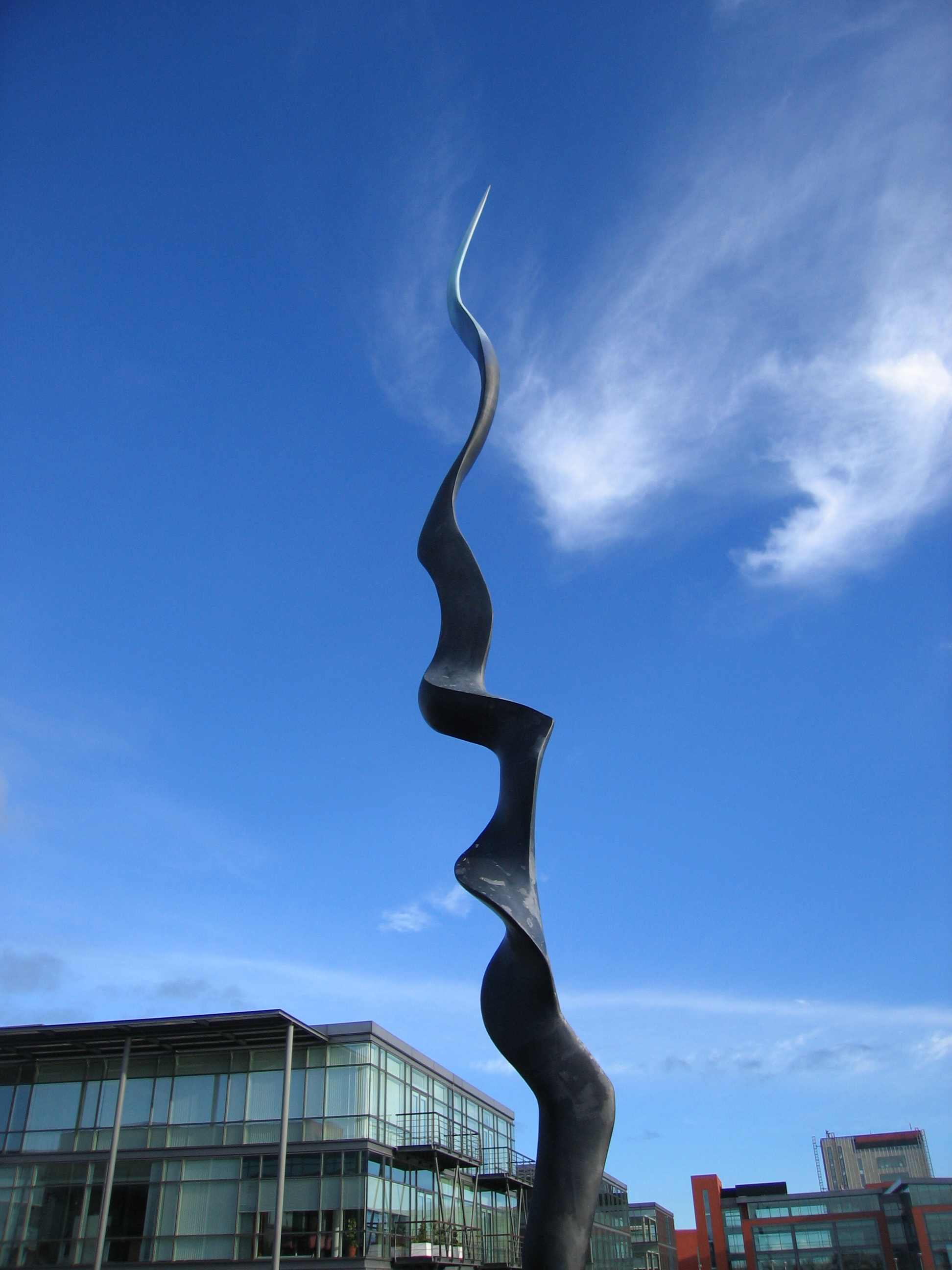
Wave, Park West, Dublin, Angela Conner
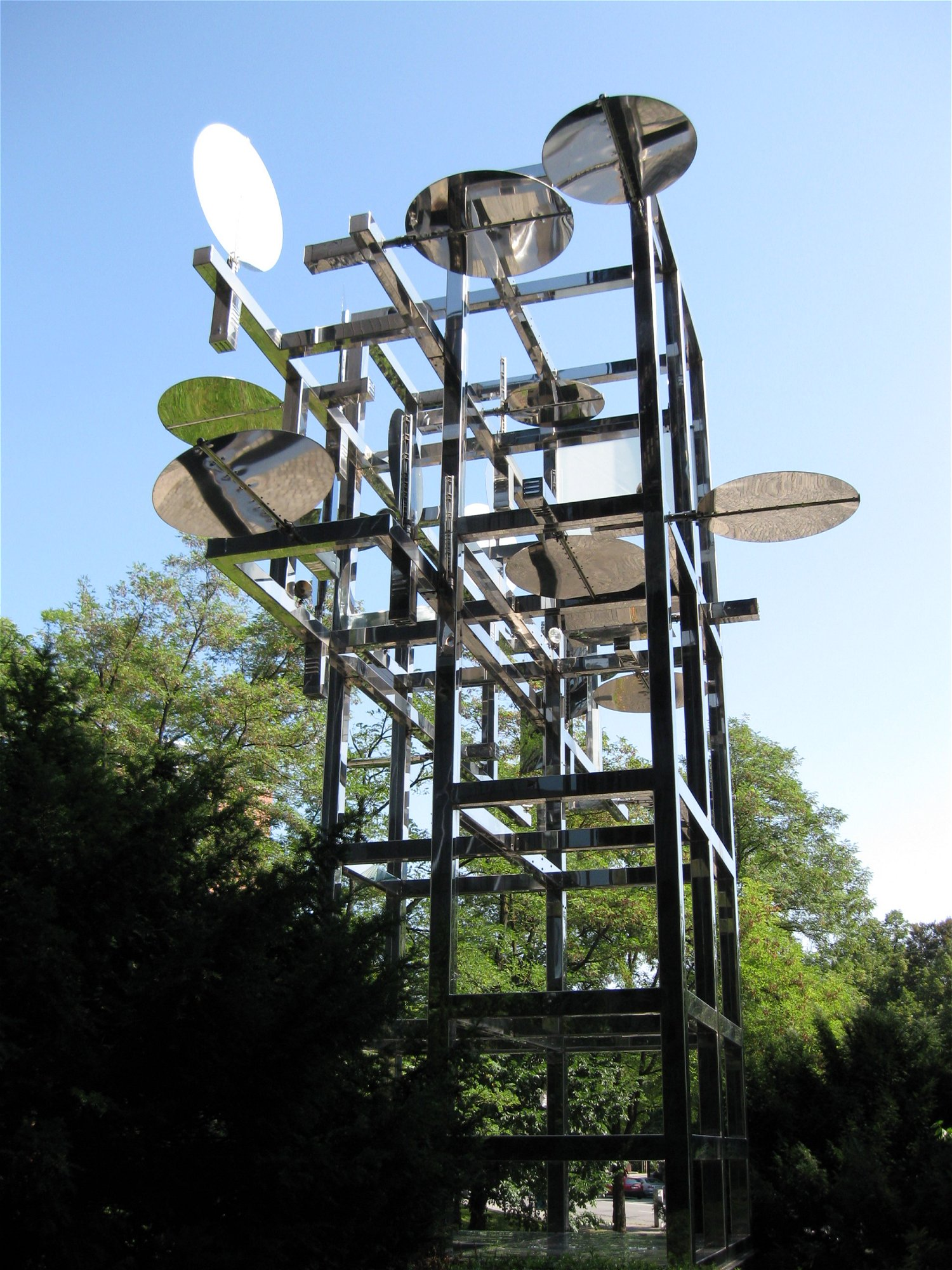
Nicolas Schöffer Chronos 10B, 1980, Munich
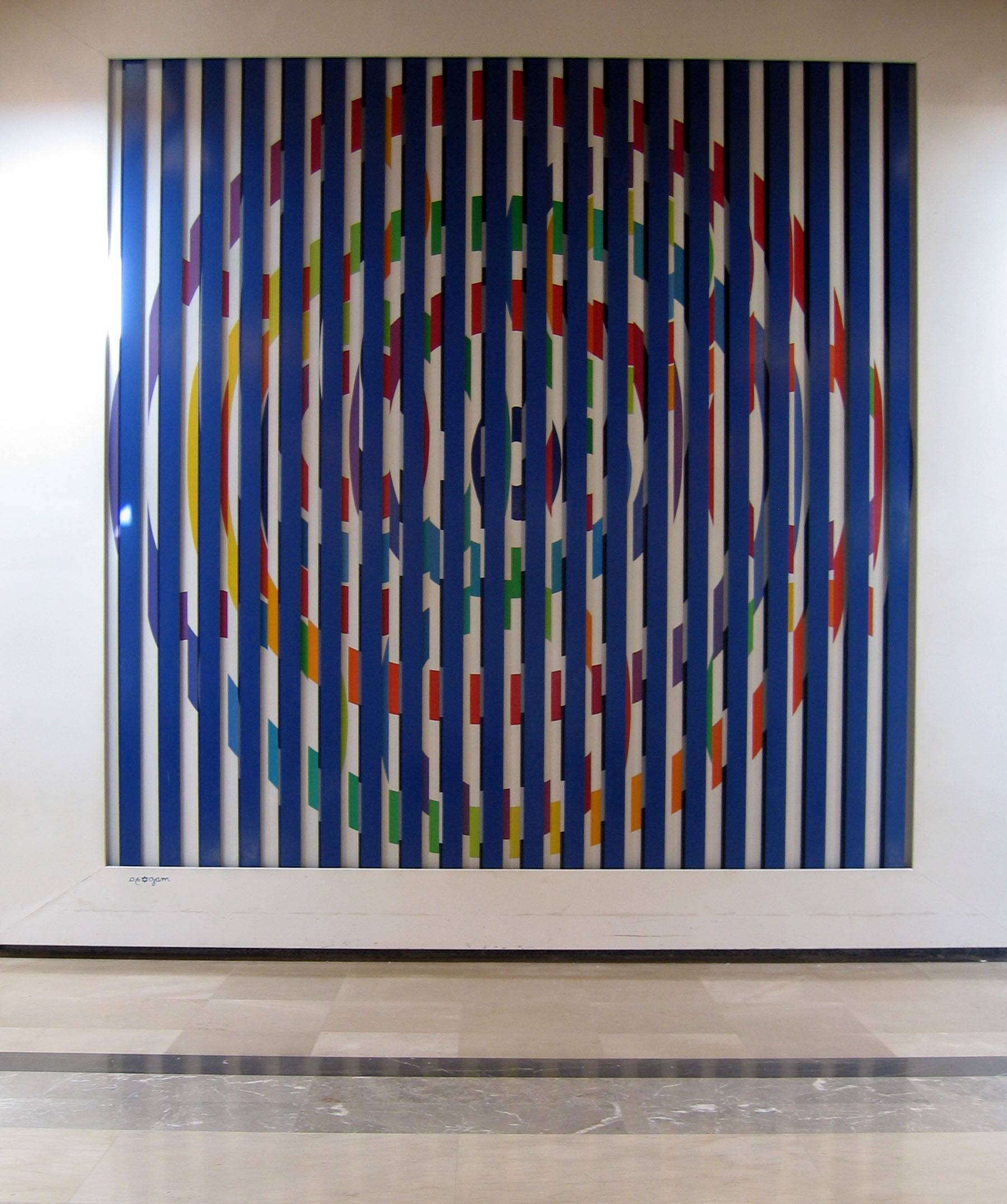
Yaacov Agam, Sheba Medical Center, Israel
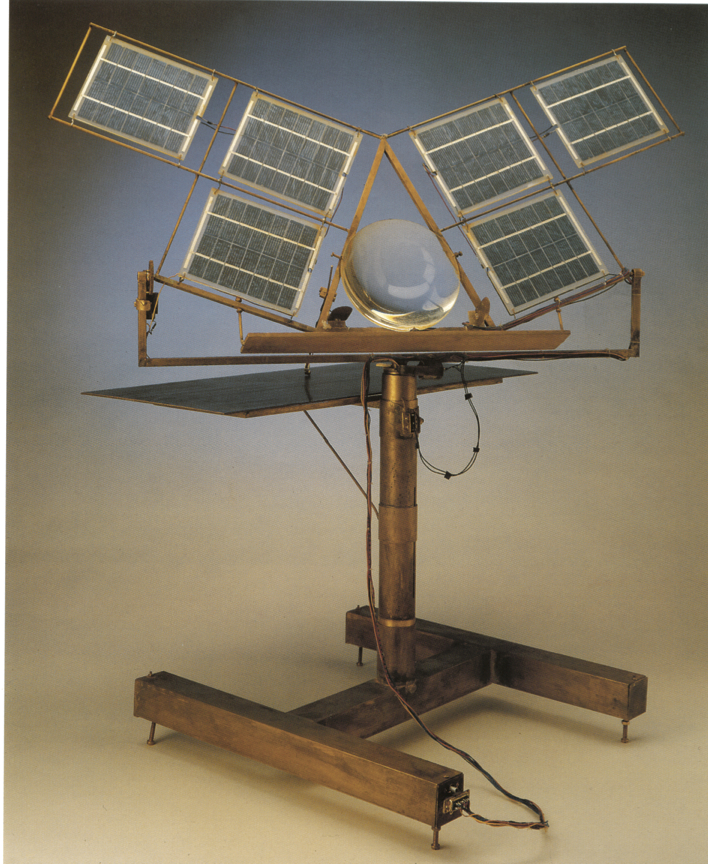
Marc van den Broek, Sun Writer, 1986, Alemania
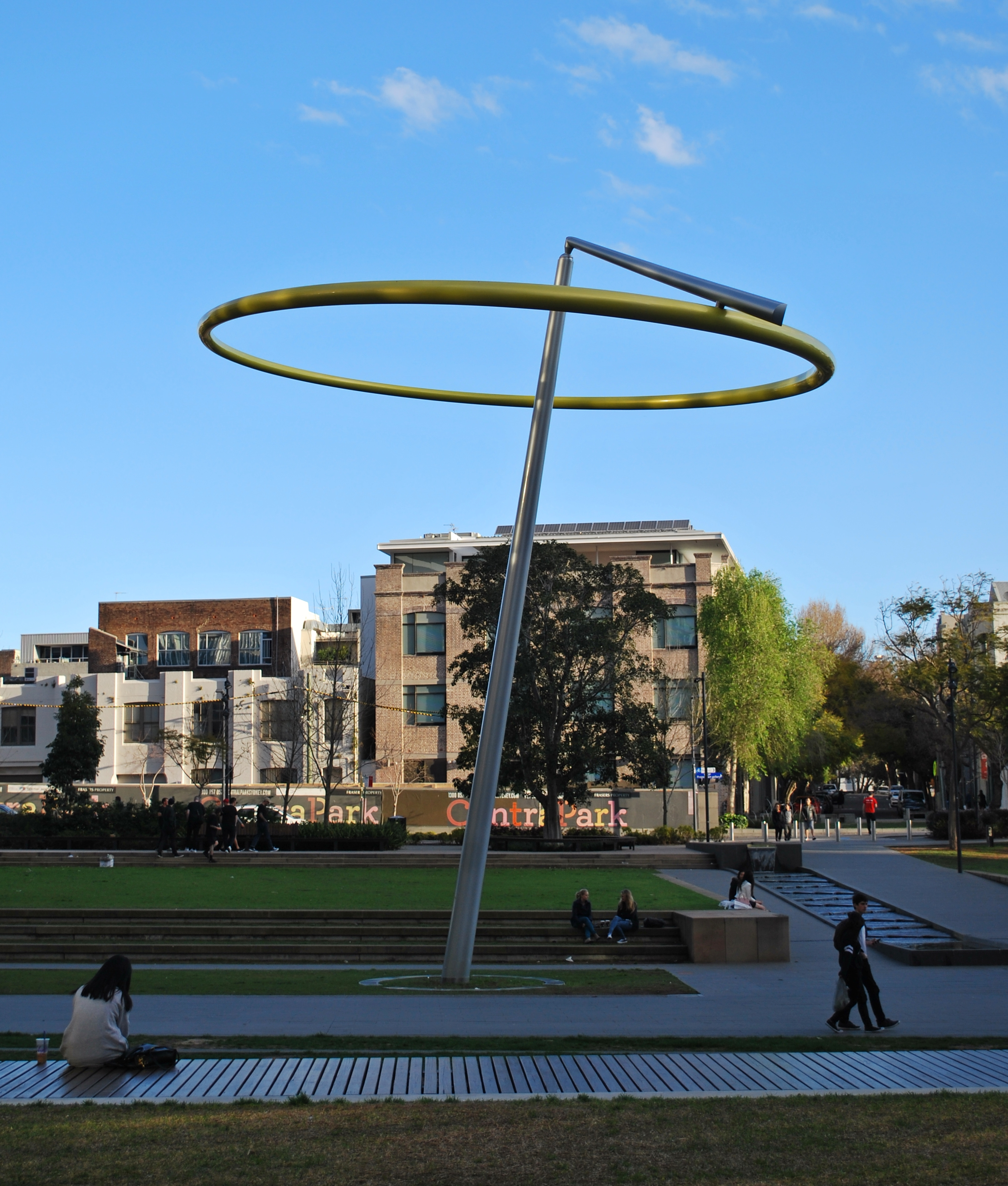
Turpin + Crawford Studio, Halo, Sidney, Australia
Uli Aschenborn, Sculpture-Morph escultura rotatoria su sombra muestra el  Ciclo de Vida del Hombre, Namibia
Uli Aschenborn, si el observador pasa por cerca del Dado Mágico la pintura de camaleón muestra 1, 2 o 3 pips y su color cambia - areana y pintura, Namibia
Uli Aschenborn, Morph-Cube muestra un pez, el cual cambia cuando el observador se desplaza, Namibia
Sarnikoff 'Copos de oro' Móvil animado por un motor asincrónico, también arte reciclado, Francia
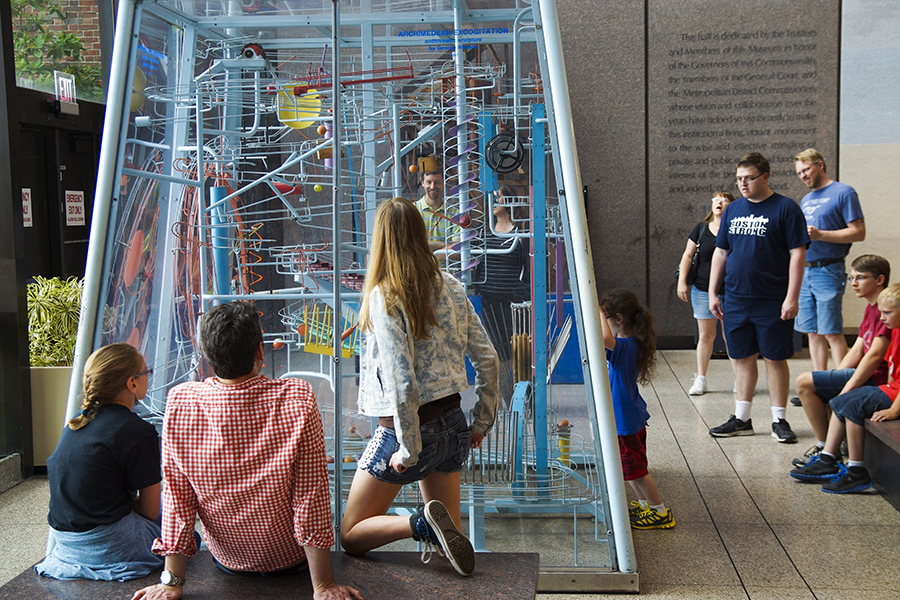
George Rhoads, Archimedean Excogitation (1987), una escultura del tipo bola desplazable, Museo de Ciencias, Boston, Estados Unidos
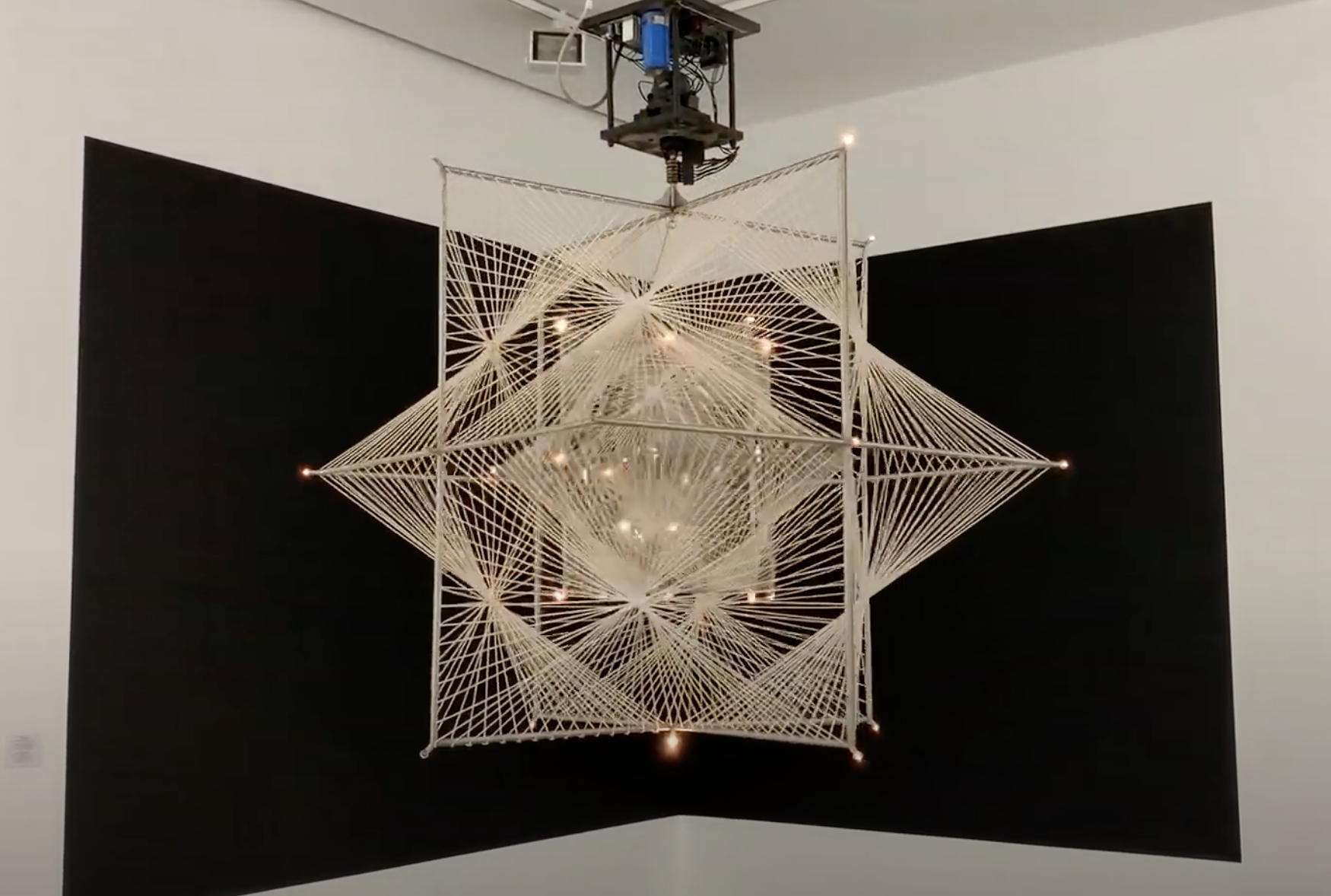
Francisco Infante. Espacio-movimiento-infinito (1963-1965, reproducción de autor de 2008). Galería Tretyakov, Moscú